# 涼爽貪泉介
涼爽貪泉介（学名：Tanchuanoleberis suetsumuhana）为光面介科貪泉介屬下的一个种。